# L&B – Yeo, Exe, Taw und Lew
Die Lokomotiven Yeo, Exe, Taw und Lew der schmalspurigen Lynton and Barnstaple Railway (L&B) in Devon waren Tenderlokomotiven mit der Achsfolge 1'C1'. Eine fünfte Lokomotive, ein Nachbau der Lew mit dem Namen Lyd, wurde 2010 von der Ffestiniog Railway fertiggestellt. Alle Lokomotiven wurden nach Flüssen in Devon benannt. Nach dem Hersteller der vier historischen Maschinen wird die Reihe üblicherweise als Manning Wardles bezeichnet.

## Geschichte

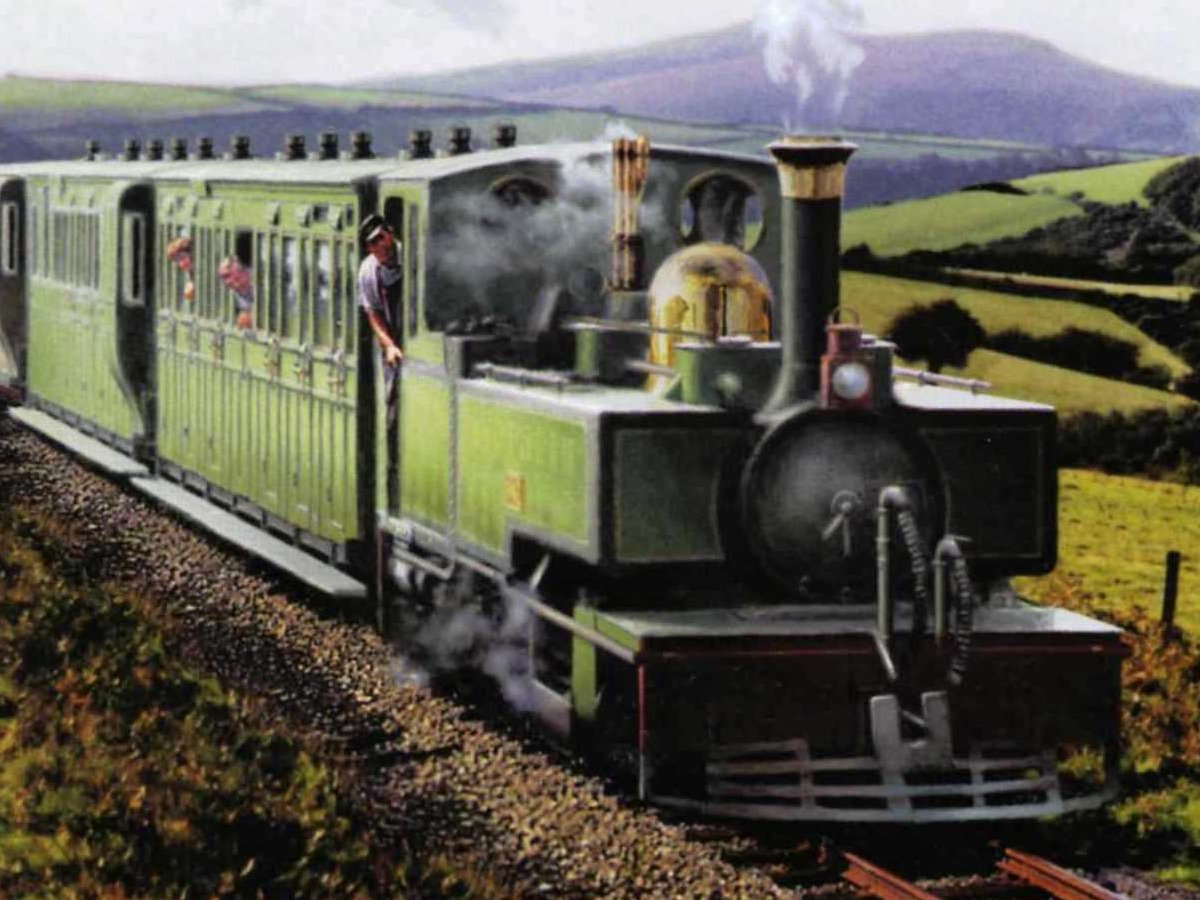
Illustration eines Zuges der Lynton & Barnstaple Railway mit Manning-Wardle-Lokomotive.

Mit den von Manning Wardle gebauten Lokomotiven Yeo, Exe und Taw wurde die Bahn 1898 eröffnet (einige Monate später folgte eine vierte, von Baldwin gebaute Maschine namens Lyn). Yeo und Taw waren auch schon während der letzten Bauphase verwendet worden.
1923 übernahm die Southern Railway (SR) die Strecke, und die Lokomotiven Yeo, Exe und Taw erhielten die Nummern E 759 bis E 761. 1925 beschaffte die SR von Manning Wardle eine weitere Lokomotive, die Lew genannt wurde und die Nummer E 188 erhielt. Sie unterschied sich von den ersten dreien nur geringfügig, insbesondere in einer abweichenden Form des Führerhauses.
1935 wurde die Bahn wegen Unwirtschaftlichkeit geschlossen, und bis auf Lew wurden die Lokomotiven im Dezember des Jahres verschrottet.
Die noch relativ neue Lew wurde zum Abbau der Strecke verwendet und 1936 für den Einsatz auf einer Plantage nach Brasilien verkauft. Ihre Spuren verloren sich in den Wirren des Zweiten Weltkriegs, und es kann nicht ausgeschlossen werden, dass die Lokomotive noch existiert. Alle bisherigen Versuche, diese Frage zu klären, sind jedoch ergebnislos geblieben.

## Der NachbauLyd

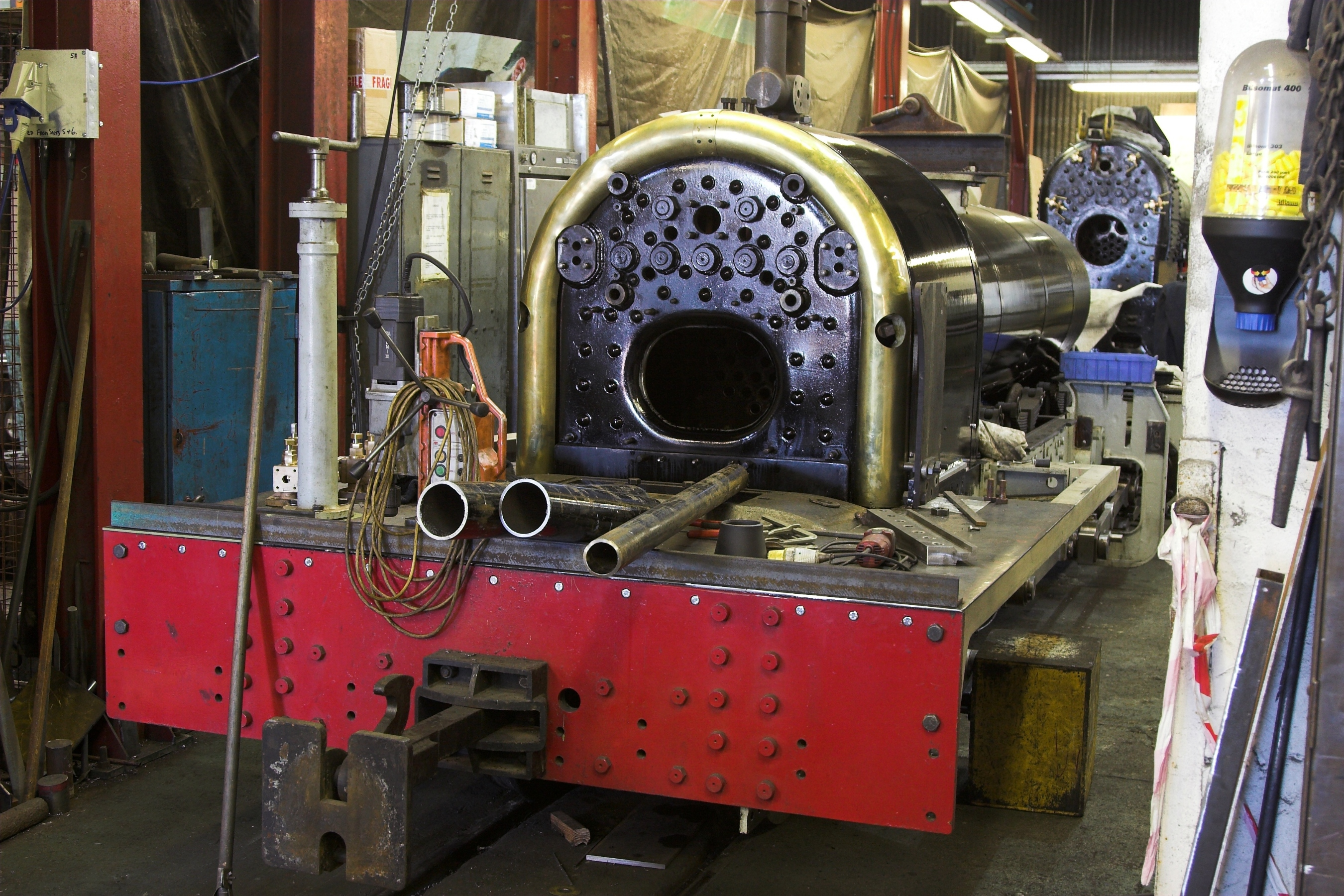
Lyd in den Boston Lodge Works, Juni 2009. Die Kesselverblechung wurde kurz zuvor angebracht.

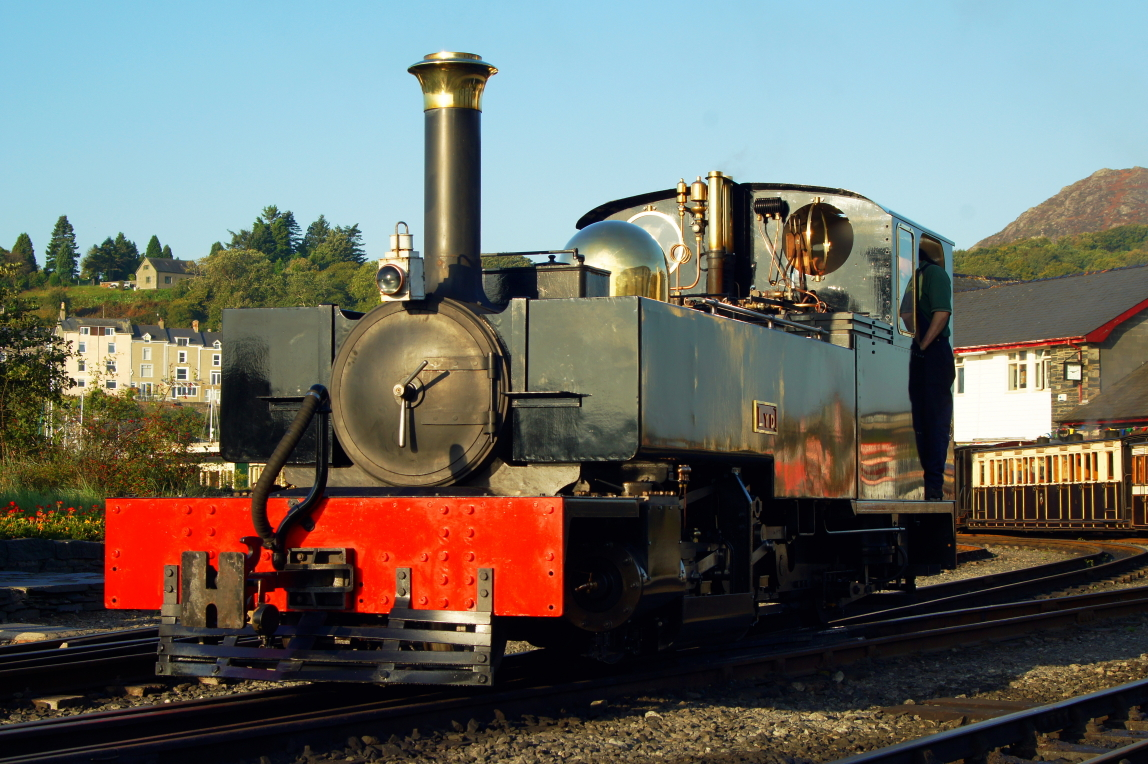
Lyd im Hafenbahnhof von Porthmadog (Oktober 2010) in einem schwarzen Anstrich.

Mitte der 1990er Jahre begann die Ffestiniog Railway (FR) in ihren Werkstätten in Boston Lodge mit einem Nachbau der Lew. Weil es nicht ausgeschlossen werden kann, dass das Vorbild noch existiert, wurde der neue Name Lyd gewählt, der wie die der Vorbilder von einem Fluss in Devon stammt.
Von den vier früheren Lokomotiven unterscheidet sich die Lyd durch einen Überhitzer und einen höheren Kesseldruck. Außerdem wurde die Konstruktion der Laufachsen leicht abgewandelt, weil die FR und die zur FR gehörende Welsh Highland Railway (WHR), auf der die Maschine überwiegend verkehren soll, engere Bogenradien und höhere Steigungen aufweisen als die L&B. Das Führerhaus wurde mit abnehmbaren Elementen an den Seitenwänden so konstruiert, dass die Lokomotive den das Lichtraumprofil der FR bestimmenden Garnedd-Tunnel passieren kann, wobei das äußere Erscheinungsbild dabei so wenig wie möglich vom Vorbild abweicht. Die Lyd wurde ursprünglich mit Öl gefeuert, im Dezember 2011 wurde sie auf Kohlenfeuerung umgebaut, wofür die Lokomotive von Anfang an vorbereitet war.
Am 5. August 2010 fuhr die Lokomotive erstmals unter eigenem Dampf. Im September gab sie Gastspiele auf anderen Bahnen, zunächst auf der Launceston Steam Railway, dann auf dem ersten wiederhergestellten Teilstück der Lynton and Barnstaple Railway. Für den geplanten Wiederaufbau eines weiteren Teilstücks dieser Bahn sind Nachbauten der Lokomotiven Yeo und Exe nach dem Vorbild von Lyd vorgesehen, eine davon soll wie diese auch in Boston Lodge gebaut werden.

## Technik
Die für diese Spurweite relativ langen und breiten Lokomotiven sind auf einem außenliegenden Plattenrahmen aufgebaut. Die Treib- und Kuppelstangen sind an Kurbeln montiert. Die Laufachsen mit ihren vergleichsweise großen Rädern sind in Bisselgestellen gelagert.
Die Schieber liegen abweichend von der damals in Großbritannien vorherrschenden Bauweise oberhalb der Zylinder und außerhalb des Rahmens. Sie werden über eine Joy-Steuerung betätigt, eine relativ seltene Bauart mit einem etwa in der Mitte der Treibstange angelenkten Steuerungsgestänge. Die Lyd ist eine von nur zwei betriebsfähigen Lokomotiven mit Joy-Steuerung in Großbritannien.
Der Stehkessel ist deutlich breiter als der Langkessel ausgeführt, auch dessen Oberkante liegt oberhalb jener des Langkessels. Der Kessel der Neubaulokomotive ist in Schweißtechnik hergestellt. Die ursprünglichen Lokomotiven, auch das 1925 gebaute Exemplar, besaßen noch keinen Überhitzer; die neu gebaute Lyd ist als einzige mit einem ausgestattet. Die Wasserkästen sind beiderseits des Langkessels angeordnet; die Kohlenkästen befinden sich zwischen den Wasserkästen und dem Führerhaus.